# Yannick Marchand
Yannick Marchand (15 augustus 1988) is een Belgische voetballer, die speelt als verdediger.
Sinds juni 2007 maakte hij deel uit van de A-kern van KAA Gent, de club waar hij voordien bij de jeugd speelde. In 2008 verhuisde hij naar SV Zulte-Waregem. Van 2009 tot 2011 speelde hij vervolgens voor FCV Dender EH. In het seizoen 2011/12 kwam Marchand uit voor KSC Grimbergen. In juli 2012 vertrok hij naar KSK Ronse.